# 三元九運
三元九運（さんげんきゅううん）とは、占術で20年毎に変わる気の流れ。洛書元運、行星運ともいう。周期は540年間。

## 概要
古代中国の理論である河図洛書が基になっており、玄空派風水などで用いられる理論であり、区分である大元・正元・単元・九運が存在する。
- 「大元」とは全周期のことであり、540年間で一周する[2]。
- 「正元」とは大元の三区分であり、上元180年間・中元180年間・下元180年間となる[2]。
- 「単元」とは更に正元を三区分した区分であり、前期60年間・中期60年間・後期60年間である[2]。
- 「九運」とは20年毎に切り替わる9個の大運であり、前期の60年間が「一運・二運・三運」、中期の60年間が「四運・五運・六運」、後期の60年間が「七運・八運・九運」となる[2]。また単に九運を「三元九運」と呼ぶこともある[3]。

「運」ではなく「ピリオド」（一運はピリオド1）と呼ぶ流派も存在する。
切り替わりは必ず甲年で発生するが、切り替わりの月に関しては様々な年界説があり、立春や冬至で切り替わるとされている。
三元九運理論は地球と密接な関係である木星と土星の運行に基づく。木星は太歳星ともいい、約12年間で太陽の周りを一周し、土星は約30年間で太陽の周りを一周する。木星と土星は20年毎に会合し、これが1つの運周期となる。12年と30年の最小公倍数は60年であり、60年毎に木星と土星は同じ地点で会合し、この60年間が1元となる。
各運に切り替わると、その現行運が象徴する象意が強くなると言われている（例：第一運なら数字の「1」の霊力が強くなる）。また現行運が自分の九星にとっての吉運であり、更に陰陽五行思想や四柱推命などで元命の日干支や月干支と相性五行や用神であれば吉となる。
現在の風水鑑定では三元九運を用いて家の建築年を基に家運を調べる。占術家であるリリアン・トゥーや多くの中国・香港などの中華圏の占術家は、屋根・外壁・家の中の床を現行運で変えるとその現行運の運気を吸収できるとしている。

## 逸話
- 戦国武将の真田幸村や三国志の諸葛亮などは三元九運や三元奇門遁甲などの占術を駆使したとされている[3][7][8]。
- 中国では古代王朝、殷・周・漢・唐などの滅亡、または滅亡の原因となった出来事は全て後期60年間（七運・八運・九運）の時代に発生している[9]。日本でも九運に黒船来航など江戸時代が終了した原因が発生している。

| 次の運への移行月は多説有（年界を参照）。 | 次の運への移行月は多説有（年界を参照）。 | 次の運への移行月は多説有（年界を参照）。 | 次の運への移行月は多説有（年界を参照）。 | 次の運への移行月は多説有（年界を参照）。 | 次の運への移行月は多説有（年界を参照）。 | 次の運への移行月は多説有（年界を参照）。 | 次の運への移行月は多説有（年界を参照）。 | 次の運への移行月は多説有（年界を参照）。 | 次の運への移行月は多説有（年界を参照）。 |
| 大元                                     | 正元                                     | 単元                                     | 九運                                     | 年                                       | 九星                                     | 五行                                     | 十二支                                   | 方位                                     | 有名な出来事 |
| ---------------------------------------- | ---------------------------------------- | ---------------------------------------- | ---------------------------------------- | ---------------------------------------- | ---------------------------------------- | ---------------------------------------- | ---------------------------------------- | ---------------------------------------- | --- |
| 540年間                                  | 上元                                     | 60年間                                   | 一運                                     | 1504年-1524年 2044年-2064年              | 一白水星                                 | 水                                       | 子                                       | 北                                       | |
| 540年間                                  | 上元                                     | 60年間                                   | 二運                                     | 1524年-1544年                            | 二黒土星                                 | 火金土                                   | 未申（裏鬼門）                           | 南西                                     | - 鉄砲伝来 |
| 540年間                                  | 上元                                     | 60年間                                   | 三運                                     | 1544年-1564年                            | 三碧木星                                 | 木                                       | 卯                                       | 東                                       | - キリスト教伝来 |
| 540年間                                  | 上元                                     | 60年間                                   | 四運                                     | 1564年-1584年                            | 四緑木星                                 | 木火土                                   | 辰巳                                     | 南東                                     | - 室町幕府滅亡 - 安土桃山時代開始 |
| 540年間                                  | 上元                                     | 60年間                                   | 五運                                     | 1584年-1604年                            | 五黄土星                                 | 土                                       | 無                                       | 中央                                     | - 関ヶ原の戦い - 江戸時代開始 |
| 540年間                                  | 上元                                     | 60年間                                   | 六運                                     | 1604年-1624年                            | 六白金星                                 | 土金水                                   | 戌亥                                     | 北西                                     | - 大坂夏の陣 |
| 540年間                                  | 上元                                     | 60年間                                   | 七運                                     | 1624年-1644年                            | 七赤金星                                 | 金                                       | 酉                                       | 西                                       | - 島原の乱 - 鎖国 |
| 540年間                                  | 上元                                     | 60年間                                   | 八運                                     | 1644年-1664年                            | 八白土星                                 | 木土水                                   | 丑寅（鬼門）                             | 北東                                     | |
| 540年間                                  | 上元                                     | 60年間                                   | 九運                                     | 1664年-1684年                            | 九紫火星                                 | 火                                       | 午                                       | 南                                       | |
| 540年間                                  | 中元                                     | 60年間                                   | 一運                                     | 1684年-1704年                            | 一白水星                                 | 水                                       | 子                                       | 北                                       | - 生類憐れみの令制定 - 赤穂事件 |
| 540年間                                  | 中元                                     | 60年間                                   | 二運                                     | 1704年-1724年                            | 二黒土星                                 | 火金土                                   | 未申（裏鬼門）                           | 南西                                     | - 享保の改革開始 |
| 540年間                                  | 中元                                     | 60年間                                   | 三運                                     | 1724年-1744年                            | 三碧木星                                 | 木                                       | 卯                                       | 東                                       | |
| 540年間                                  | 中元                                     | 60年間                                   | 四運                                     | 1744年-1764年                            | 四緑木星                                 | 木火土                                   | 辰巳                                     | 南東                                     | - 産業革命開始 |
| 540年間                                  | 中元                                     | 60年間                                   | 五運                                     | 1764年-1784年                            | 五黄土星                                 | 土                                       | 無                                       | 中央                                     | - 杉田玄白らによる解体新書発表 - アメリカ独立戦争 - アメリカ合衆国建国                                                                               |
| 540年間                                  | 中元                                     | 60年間                                   | 六運                                     | 1784年-1804年                            | 六白金星                                 | 土金水                                   | 戌亥                                     | 北西                                     | - フランス革命 |
| 540年間                                  | 中元                                     | 60年間                                   | 七運                                     | 1804年-1824年                            | 七赤金星                                 | 金                                       | 酉                                       | 西                                       | - ナポレオン・ボナパルト皇帝即位 |
| 540年間                                  | 中元                                     | 60年間                                   | 八運                                     | 1824年-1844年                            | 八白土星                                 | 木土水                                   | 丑寅（鬼門）                             | 北東                                     | - 大塩平八郎の乱 |
| 540年間                                  | 中元                                     | 60年間                                   | 九運                                     | 1844年-1864年                            | 九紫火星                                 | 火                                       | 午                                       | 南                                       | - 黒船来航 - 南北戦争開始 - 奴隷解放宣言 |
| 540年間                                  | 下元                                     | 60年間                                   | 一運                                     | 1864年-1884年                            | 一白水星                                 | 水                                       | 子                                       | 北                                       | - 近代化 - 明治時代開始 |
| 540年間                                  | 下元                                     | 60年間                                   | 二運                                     | 1884年-1904年                            | 二黒土星                                 | 火金土                                   | 未申（裏鬼門）                           | 南西                                     | - 日本の軍国主義化開始 - 大日本帝国憲法公布 - 日清戦争                                                                                               |
| 540年間                                  | 下元                                     | 60年間                                   | 三運                                     | 1904年-1924年                            | 三碧木星                                 | 木                                       | 卯                                       | 東                                       | - 日露戦争 - 韓国併合 - 大正時代開始 - 第一次世界大戦 - アルベルト・アインシュタインによる一般相対性理論発表 - ナチス・ドイツ誕生 - 関東大震災       |
| 540年間                                  | 下元                                     | 60年間                                   | 四運                                     | 1924年-1944年                            | 四緑木星                                 | 木火土                                   | 辰巳                                     | 南東                                     | - 昭和時代開始 - 満洲事変 - ヒトラー内閣成立 |
| 540年間                                  | 下元                                     | 60年間                                   | 五運                                     | 1944年-1964年                            | 五黄土星                                 | 土                                       | 無                                       | 中央                                     | - 太平洋戦争 - 連合国軍による日本占領 - 大韓民国、朝鮮民主主義人民共和国建国 - 中華人民共和国建国 - 朝鮮戦争 - ベトナム戦争開始 - 人類初有人宇宙飛行 |
| 540年間                                  | 下元                                     | 60年間                                   | 六運                                     | 1964年-1984年                            | 六白金星                                 | 土金水                                   | 戌亥                                     | 北西                                     | - 日韓国交正常化 - 沖縄返還 - 日中国交正常化 - 日本におけるゲーム機戦争開始                                                                          |
| 540年間                                  | 下元                                     | 60年間                                   | 七運                                     | 1984年-2004年                            | 七赤金星                                 | 金                                       | 酉                                       | 西                                       | - 平成時代開始 - 阪神・淡路大震災 - オウム真理教事件 - IT革命 - アメリカ同時多発テロ事件 - イラク戦争開始                                            |
| 540年間                                  | 下元                                     | 60年間                                   | 八運                                     | 2004年-2024年                            | 八白土星                                 | 木土水                                   | 丑寅（鬼門）                             | 北東                                     | - 東日本大震災 - 令和時代開始 - 新型コロナウイルス感染症禍 - 侮辱罪厳罰化 - トルコ・シリア地震                                                       |
| 540年間                                  | 下元                                     | 60年間                                   | 九運                                     | 2024年-2044年                            | 九紫火星                                 | 火                                       | 午                                       | 南                                       | |